# 꿈은 사라지고
"꿈은 사라지고"는 한국에서 제작된 노필 감독의 1959년 영화이다. 최무룡 등이 주연으로 출연하였고 황영빈 등이 제작에 참여하였다.

## 출연

### 주연
- 최무룡
- 문정숙
- 도금봉

## 기타
- 원작자: 김석야
- 조명: 고해진
- 녹음: 최칠복
- 미술: 임명선